# Francesco da Barberino
Francesco da Barberino (Barberino Val d'Elsa, 1264 – Firenze, 1348) è stato un notaio e poeta italiano.

## Biografia
Nato a Barberino val d'Elsa nel 1264, studiò forse con Guido Cavalcanti e Dante Alighieri sotto Brunetto Latini.
Fu esule da Firenze dal 1304 in quanto ghibellino; viaggiò per il nord d'Italia e la Francia fino ad arrivare a offrire i propri servigi notarili a eminenti personalità tra cui il re di Francia Filippo il Bello e alla corte di Luigi il Testardo in Navarra.
Nel 1314-15 rientrò definitivamente a Firenze. Qui condusse una vita tranquilla tra uffici e famiglia. Una tradizione ritiene Francesco da Barberino uno dei protagonisti del discusso movimento iniziatico dei Fedeli d'amore, del quale pare facessero parte, tra gli altri letterati del tempo, Dante Alighieri e Cecco d'Ascoli.
Nel 1327 fu uno dei sei giudici che condannò al rogo il poeta e scienziato Cecco d'Ascoli.
Si spense nel 1348, forse uno dei primi a morire nell'epidemia di peste di quell'anno. Fu sepolto a Santa Croce con un epitaffio scritto da Boccaccio.

## Produzione letteraria
Officiolum

### Documenti d'Amore

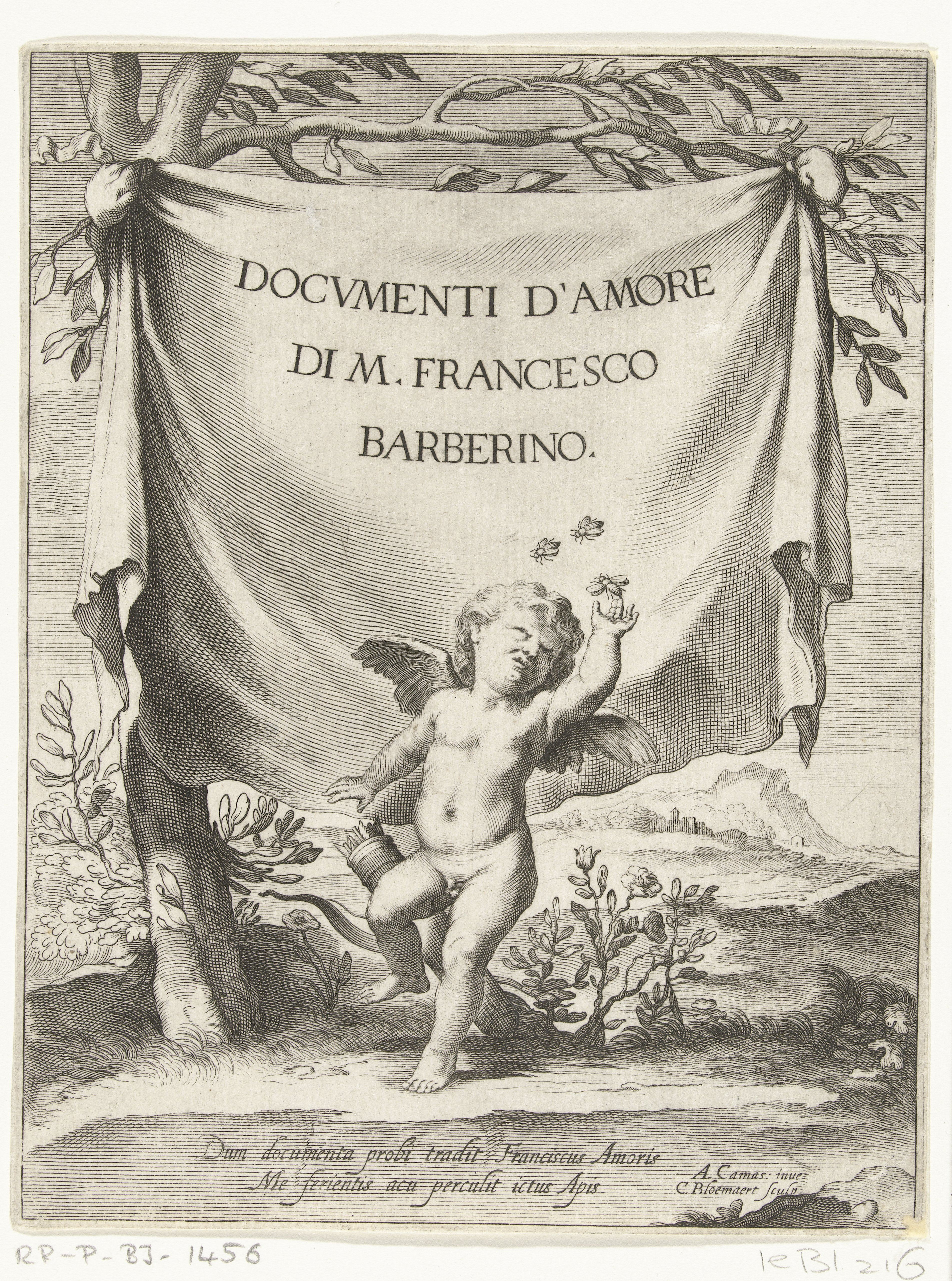
Francesco da Barberino, Documenti d'Amore, Roma, 1640

È particolarmente conosciuto per la sua opera I Documenti d'Amore, composta probabilmente tra il 1309 e il 1313, che rappresenta una delle più straordinarie testimonianze artistiche e enciclopediche del Due e Trecento italiano.
In particolare, l'opera è suddivisa seguendo tre diversi livelli di fruizione. Il primo livello è costituito dai versi in lingua volgare (7024 versi). Il secondo livello è rappresentato dalla parafrasi latina dei versi volgari. Il terzo livello è costituito dal commentario in latino (glosse) ai versi volgari, ma è fruibile anche come un'opera a sé stante e che commenta sì i versi volgari, ma inserisce lunghe disquisizioni sul sapere, da quello scientifico a quello letterario, oltre ai costumi del suo tempo e ai ritratti dei personaggi del mondo della politica e delle lettere. In esso è la prima testimonianza della Comedìa dantesca (riferisce dei soli Inferno e probabilmente Purgatorio).
L'opera è corredata da 27 miniature che ne illustrano e integrano i contenuti. Anche se corrotta da alcuni guasti meccanici, questa è la più antica opera autografa che rimane ai nostri tempi, in duplice copia: una completa e con le miniature (Biblioteca Vaticana, Barb. Lat. 4076), l'altra senza il commento latino e con i disegni non miniati (Bibl. Vat., Barb. Lat. 4077).

### Reggimento e costumi di donna
Composto tra 1318 e 1320, Reggimento e costumi di donna è un trattato medico sulle cure materne da rivolgere al figlio, al fine di evitargli malformazioni fisiche e problemi caratteriali. Quindi si tratta di un galateo femminile inquadrato in una cornice allegorica sul modello degli ensenhamens provenzali.

## Edizioni
- Marco Albertazzi, I Documenti d'Amore, 2ª ed., La Finestra editrice, 2011  [2008], ISBN 978-88-95925-05-9.
- Giuseppe Sansone, Reggimento e costumi di donna, Roma, Zauli, 1995.